# Indoeuropæiske sprog
De indoeuropæiske sprog er en af verdens primære sprogætter, der omfatter de fleste europæiske sprog og mange sprog i Central-, Vest- og Sydasien.
Flere af verdens største sprog såsom engelsk, spansk, hindi, fransk og tysk hører til familien, og i dag tales indo-europæiske sprog sammenlagt af ca. tre milliarder mennesker – flere end nogen anden sprogæt. De primære grene af familien er germansk (herunder blandt andre dansk, engelsk og tysk), italisk (herunder latin og de romanske sprog som fransk, spansk og italiensk), keltisk (herunder sprog som walisisk og irsk), hellensk (herunder bl.a. nygræsk, såvel som de klassiske græske dialektformer og det mykenske sprog), indoiransk (fx farsi og hindi), slavisk (herunder bl.a. sprog som russisk og polsk), baltisk (herunder bl.a. litauisk), armensk, albansk og desuden de nu uddøde sprogfamilier anatolisk (herunder hittitisk) og tokharisk.
Indoeuropæisk er blandt de bedst udforskede sprogætter i verden, og deres slægtskab blev allerede fastslået i begyndelsen af det 19. århundrede, da slægtskabet mellem det klassiske indiske sprog sanskrit og de klassiske europæiske sprog oldgræsk og latin blev påvist. Det fælles ursprog, som udviklede sig til de moderne indoeuropæiske sprog menes at være blevet talt i det fjerde årtusinde inden vor tidsregning. Ursproget var grammatisk et bøjningssprog med otte-ni kasus, og det var lydligt karakteriseret ved en række laryngale lyde (produceret i struben). Disse lyde er forsvundet i alle sprogets efterkommere, men har efterladt sig systematiske reflekser, der gør det muligt at rekonstruere deres eksistens i ursproget.
Urindoeuropæerne menes at have været et hyrdefolk, som brugte heste og krigsvogne snarere end et bondefolk, fordi ordforråd, der peger på en sådan levemåde kan rekonstrueres til familiens ældste lag, hvorimod landbrugsrelaterede ord lader til at være af nyere dato i familien. Den bredest accepterede teori foreslår at urindoeuropæerne var medlemmerne af den såkaldte Kurgan-kultur, der beboede de centralasiatiske stepper i det fjerde årtusinde fvt. En konkurrerende teori mener at urindoeuropæerne levede i Anatolien i Lilleasien (vore dages Tyrkiet) i det 7. årtusinde fvt. og var de første, der bragte agerbrug ind i Europa.

## Underfamilier
I dag tales indoeuropæiske sprog sammenlagt af ca. tre milliarder mennesker - flere end for nogen anden sprogæt. De indoeuropæiske sprog som har flest talere er germansk, indo-iransk, italisk (især romansk), og slavisk. De anatolske og tokhariske underfamilier er uddøde og kendes kun igennem skriftligt overleverede kilder. Mange andre indoeuropæiske sprog og sprogfamilier må have eksisteret i fortiden uden at have efterladt sig spor.
I dag anerkendes almindeligvis ti forskellige undergrupper af de Indoeuropæiske sprog. Nogle argumenterer for at der er en nær relation mellem de italiske og keltiske sprog, og grupperer dem sammen som italo-keltisk. Andre argumenterer for at græsk og armensk deler et fælles ophav. Og andre igen mener ikke at baltisk og slavisk kan klassificeres som en fælles gruppe.

### Albansk
Det albanske sprog er (sammen med græsk og armensk) et af de få indoeuropæiske sprog, der ikke synes at have nogen nære slægtninge, men må spores direkte tilbage til ursproget, men der er enkelte fællestræk med såvel det græske som de germanske og baltoslaviske sprog. Nogle lingvister mener, at albansk kan nedstamme fra et af de illyriske sprog, der i antikken taltes på den vestlige del af Balkanhalvøen, men da disse er uhyre dårligt belagt, er det meget svært at konkludere noget endegyldigt.
Albansk har to hoveddialekter, der kaldes Gheg-albansk og Tosk-albansk. Shkumbinfloden udgør grænsen mellem de to dialekter. Gheg tales i det nordlige Albanien, Kosovo, det nordvestlige Makedonien, det sydøstlige Montenegro og det sydlige Serbien af indbyggere af albansk oprindelse. Tosk tales syd for Shkumbin. Udover de to hoveddialekter findes dialekterne "arbëresh", der tales af den albanske diaspora i Italien, og "arvanitika", der tales af den albanske diaspora i Grækenland. Sproget blev først beskrevet i 1400-tallet og er blevet kraftigt påvirket af sine nabosprog (særligt græsk, latin, slavisk og tyrkisk), og på grund af denne store indflydelse fremstår det i dag som ganske fjernt fra urindoeuropæisk.

### Anatolisk
Den anatoliske familie anses for at være den første sproggruppe, der udsprang fra det indoeuropæiske ursprog. Alle de anatoliske sprog er i dag uddøde og kendes kun fra historiske kilder, mange af dem skrevet med kileskrift. I dag kendes 25.000 skriftplader på hittitisk. Sprogene taltes i Lilleasien på den anatolske højslette, i de områder der i dag findes i det indre Tyrkiet, og i det nordlige Syrien og Irak. De anatoliske sprog inkluderer hittitisk som taltes af hittitterne i det andet årtusinde fvt., og derudover sprogene palaisk, luvisk, lykisk, karisk og lydisk. Palaisk og hittitisk har optaget mange lån fra hattisk og hurritisk - to ikke indoeuropæiske, måske kaukasiske sprog, som taltes i området inden Hittiterne tog magten. Luvisk taltes på Tyrkiets ægæiske kyst, måske i Troja, og i det sydøstlige Tyrkiet og nordlige Syrien, hvor det overlevede længere end hittitisk. Luvisk blev også ofte skrevet med Luviske hieroglyffer snarere end kileskrift. Teksterne, hvoraf de ældste er nedskrevne omkring 1700 fvt., blev først tydet af Bedřich Hrozný i 1917. Ifølge den indo-hittitiske hypotese anses de anatoliske sprog for at have splittet fra præ-urindoeuropæisk, så familien snarere er en søster-sprogæt til indoeuropæisk end en del af sprogætten. Hittitisk har haft særlig betydning for forståelsen af indoeuropæisk sproghistorie, dels fordi det er det først dokumenterede indoeuropæiske sprog, og dels fordi dets fonologi udviser konservative træk, såsom bevarelsen af de laryngale fonemer.

### Armensk
Armensk udgør også sin egen gren af sprogætten. Nogle forskere anser armensk for at dele ophav med græsk, andre med anatolsk. Sproget har optaget mange låneord fra de iranske sprog. Det armenske lydsystem har undergået omsiggribende forandringer og selv ord, der er beslægtede med ord i andre indoeuropæiske sprog, kan ofte være svære at genkende. For eksempel er det armenske ord for "to" erku direkte afledt fra den indoeuropæiske rod *dwō "to", selvom de lydligt er fuldstændigt forskellige.

### Balto-Slavisk
Balto-slavisk udgøres af de slaviske sprog, herunder sprog som russisk, polsk, tjekkisk, bulgarsk, serbokroatisk, og baltisk først og fremmest repræsenteret ved litauisk og lettisk - og de uddøde prøjsiske sprog. Især litauisk er et meget konservativt sprog og tekster på oldlitauisk har spillet en afgørende rolle i rekonstruktionen af urindoeuropæisk. Det ældste slaviske sprog er oldkirkeslavisk, nedskrevet i det 9. århundrede i glagolitisk skrift. Slavisk inddeles i tre grene, sydslavisk (serbokroatisk, bulgarsk, makedonsk, slovensk), vestslavisk (sorbisk, polsk, tjekkisk, slovakisk) og østslavisk (russisk, ukrainsk og hviderussisk). De baltiske sprog, især litauisk har været særligt vigtige for forståelsen af urindoeuropæisk grammatik og fonologi, fordi de generelt er meget konservative sprog. Baltisk bevarer for eksempel 7 af de 8 urindoeuropæiske kasus, og dualis, selvom genussystemet er blevet simplificeret til maskulin/feminin (undtaget i oldprøjsisk, hvor intetkøn blev bevaret).

### Germansk
Den germanske sprogfamilie udgøres af de vestgermanske sprog såsom engelsk, tysk, frisisk og nederlandsk, de nordgermanske sprog udsprunget af oldnordisk herunder islandsk, norsk, dansk, svensk og færøsk, og de uddøde østgermanske sprog, kun kendt igennem gotisk. De germanske sprog kendetegnes ved den germanske lydforskydning, der gjorde at de urindoeuropæiske stemte konsonanter **b, **d, **g afstemtes til urgemansk *p, *t, *k, de stemte aspirerede konsonanter *bh, *dh, *gh afaspireredes til *b, *d, *g, og de ustemte konsonanter **p, **t, **k blev til frikativerne *f, *þ, *x. Det urgermanske sprogsamfund menes at have hørt hjemme i det sydlige Skandinavien, og på den polske og tyske østersøkyst, og den frisiske og nederlandske nordsøkyst. Muligvis kan enkeltgravskulturen der gjorde sit indtog i Danmark omkring 2.500 fvt. have været de tidligste indo-europæere i Skandinavien, som udviklede sig til de nordiske bronzealderkulturer som muligvis repræsenterer det urgermanske folk. De germanske sprog deler en række låneord overtaget fra et ikke-identificeret sprog, muligvis et præindoeuropæisk sprog, som har erstattet mange af de ord der deles mellem de fleste andre indoeuropæiske sprog. Andre låneord i urgermansk kommer måske fra keltiske sprog. Ord der oprindeligt menes at komme fra keltisk er blandt andre ordene *rīk- ‘konge’ and *rīkiją ‘rige’ fra urkeltisk *rīg- ‘konge’, īsarną ‘jern’ fra urkeltisk *ēsarnom, og *brunjǭ ‘brynje’, *lēkijaz ‘læge’, og flere andre ord som antyder at urgermanerne overtog metallurgisk teknologi, og vigtige samfundsrelaterede begreber fra deres keltiske naboer i centraleuropa. I middelalderen ekspanderede de germanske folk igennem hele Europa. Især goterne (fra Sverige/Gotland), nåede langt, og grundlagde kongeriger på den Iberiske halvø, (Spanien), i Nordafrika, i Italien og ved Sortehavet. Anglerne og saxerne rejste fra Nordtyskland til Britannien (England), hvor de grundlagde de angelsaksiske kongeriger. De norrøne folk fra Norge, Danmark og Sverige ekspanderede også, de etablerede kongeriger i England, Irland, og Nordfrankrig, og de befolkede Island, og fortrængte gradvist de samiske folk i Nordskandinavien. På den måde spredtes de germanske sprog igennem hele Vesteuropa og germanske låneord er i dag udbredt i både de italiske og keltiske sprog.

### Hellensk
Hellensk repræsenteres i dag kun af græsk, men i antikken fandtes der et større antal hellenske sprog og "dialekter", herunder æolisk, ionisk og dorisk, og derudover mykensk, og old-makedonsk. Det frygiske sprog blev talt i det centrale Tyrkiet, og sproget anses af Beekes (1995:22) for en selvstændig gren af indoeuropæisk. Mere almindeliget anses det for beslægtet med hellensk. Mykensk, nedskrevet på Kreta i den minoiske periode mellem 1400 og 1200 fvt. i Linear B-skriften tydet i 1952, er det ældste kendte hellenske sprog.
Moderne græsk stammer fra den ionisk-attiske dialektgruppe, udviklet af blandingsdialekten koiné som spredte sig som kultursprog fra Athen i klassisk tid. Den mest læste form for oldgræsk er koiné dialekten. Koiné blev stamsprog for moderne nygræsk.

### Italisk
De italiske sprog indeholder hele den romanske sprogfamilie som udspringer fra latin og tæller i dag italiensk, spansk, fransk, portugisisk, catalansk, rumænsk og ræto-romansk. I perioden inden fandtes desuden en række andre italiske sprog talt i Italien, deriblandt de sabelliske sprog oskisk og umbrisk - og latins søstersprog, faliskisk. Oskisk og umbrisk er blandt andet kendetegnet ved at have /p/ der hvor Latin har /kʷ/, således svarerer latinsk quis "hvem" til oskisk-umbrisk pis. Oskisk havde desuden lyden /z/ (stemt alveolar sibilant) der hvor Latin har /r/ fra et tidligere intervokalisk *s. Oskisk-umbrisk havde også et anderledes bøjningssystem og delte både adskillige konservative træk, såvel som adskillige innovationer med hinanden, men ikke med latin. Oskisk og umbrisk uddøde da det Romerske imperium begyndte at ekspandere, og alle de italiske sprog der findes i dag er de romanske sprog som alle stammer fra latin. Nogle mener, at italisk deler et fællesophav med keltisk og grupperer de to familier sammen i en italo-keltisk overfamilie.

### Indoiransk
De indoiranske sprog er den gren af ætten som har flest medlemmer. Den inddeles i tre hovedgrupper: de indo-ariske sprog, de iranske sprog og nuristansprogene. De indo-ariske sprog inkluderer de indiske sprog så som sanskrit og de moderne nordindiske sprog som hindi og urdu, marathi, gujarati og bengali, og dusinvis af mindre sprog i samme område. Vedisk sanskrit, nedskrevet før 1000 fvt., er det indoeuropæiske sprog hvorfra de ældste nedskrevne tekster findes. De iranske sprog udgøres af sprog som farsi (persisk) og kurdisk, pashto, og ossetisk. Avestisk er et klassisk iransk sprog som kendes fra zoroastriske religiøse skrifter nedskrevet i det tredje århundrede efter vor tid og overleveret i den zoroastriske tradition. I jernalderen taltes iranske sprog også af folk som mederne og skyterne. Den lille håndfuld nuristansprog tales i Pakistan og Afghanistan af ca. 130,000 mennesker. De indoiranske sprog deler en række sprogforandringer, for eksempel har de simplificeret vokalsystemet til kun at have tre vokaler: /i, a, u/. Talerne af det urindoiranske sprog kaldte sig selv for ārya "ariere" og anså sig selv for værende adelige i forhold til deres naboer, ordet blev senere brugt om hele den indoeuropæiske sprogæt, og senere brugtes termen i racistiske ideologier såsom nazismens racebegreb. På grund af denne udvikling taler mange sprogforskere i dag om de "indiske" sprog snarere end om "indo-arisk".

### Keltisk
De keltiske sprog taltes i Europas oldtid i meget af Centraleuropa, og det urkeltiske sprogsamfund er muligvis repræsenteret i den centraleuropæiske Hallstattkultur. Herfra bredte de sig vestpå til Spanien (keltiberer), Frankrig (gallere) og de britiske øer (britonner). Keltiske bosættelser var vidt spredte og har givet navn til områder som Galicien på den Iberiske halvø og regionen af samme navn i det sydøstlige Polen, og Galatien i Tyrkiet. I dag tales de kun af små befolkninger i Irland, Skotland, Wales og i Bretagne i Frankrig. Familien inddeles ofte i ø-keltisk, herunder de goideliske sprog irsk gælisk, skotsk gælisk og manx; og de brytoniske sprog, herunder walisisk, kornisk og bretonsk; og kontinental-keltisk, som inkluderer de i middelalderen uddøde sprog såsom gallisk (talt i Frankrig), lepontisk (talt i Norditalien), keltiberisk (talt i Spanien og Portugal) og galatisk (talt i Tyrkiet). En anden inddeling skelner imellem P-keltisk og Q-keltisk, baseret på om sprogene har bibeholdt det urindoeuropæiske fonem *kʷ eller ændret denne lyd til /p/. I denne klassifikation falder de brytoniske sprog sammen med de galliske der også bibeholder *kʷ, hvorimod de goideliske sprog falder sammen med keltiberisk og har /p/.

### Tokharisk
De to tokhariske sprog Tokharisk A og Tokharisk B kendes kun fra buddhistiske skrifter fundet i Tarim regionen i Xinjiang provinsen i det vestlige Kina. De Tokhariske tekster er nedskrevne i det 6. til 7. århundrede.

## Forskningshistorie
At disse sprog stammede fra et fælles oprindeligt grundsprog, blev først foreslået af Sir William Jones i 1786. Som en af de første europæere havde han stiftet kendskab med sanskrit, indernes klassiske sprog, og var herved blevet opmærksom på de slående ligheder i grammatikken og ordforrådet mellem dette og græsk og latin. Den danske sprogforsker Rasmus Rask skrev i 1814 prisopgaven Undersøgelse om det gamle nordiske eller islandske sprogs oprindelse, hvori han demonstrerede, at de nordiske sprog var beslægtet med græsk og latin, og at ordenes slægtskab kunne bevises ved at antage regelmæssige lydlove ("den germanske lydforskydning"). To år efter kom Franz Bopps Über das Konjugationssystem der Sanskritsprache in Vergleichung mit jenen der griechischen, lateinischen, persischen und germanischen Sprache. Fra alle sider blev man således opmærksom på, at indisk, græsk, latin og germansk kom af samme rod.
Sprogfamilien blev snart kendt som indogermansk (foreslået af Conrad Malte-Brun, 1810) eller indoeuropæisk (foreslået at Thomas Young, 1813), idet man betegnede den efter sine to yderpunkter (-germansk, fordi man på det tidspunkt ikke vidste, at det endnu vestligere keltisk også var indoeuropæisk). Det første navn er stadig det almindeligste på tysk (indogermanisch), men på andre sprog var det siden den anden mulighed, der slog igennem, fordi man følte, at germansk pegede snævert imod netop tysk. Ordet arisk var egentlig indernes og iranernes betegnelse for sig selv, men da man i begyndelsen fejlagtigt troede, at sanskrit slet og ret var urindoeuropæisk, blev det i vide kredse også almindeligt at bruge arisk som synonym for indoeuropæisk, selv efter at man erkendte, at sanskrit kun repræsenterede en gren af sprogfamilien.

### Konsolidering
I det 20. århundrede udvidedes familien da det blev klart at det uddøde sprog hittitisk som taltes i Lilleasien og Mellemøsten i bibelsk tid, også var et indo-europæisk sprog. Senere man fandt gamle buddhistiske tekster fra den centralasiatiske Tarim region nord for Gobi ørkenen, skrevet i det hidtil ukendte sprog tokharisk, som ligeledes viste sig at være en del af slægten.

### Laryngalteori
Et stort skridt både i forståelsen af indoeuropæisk og i sprogforskning generelt, blev gjort af Ferdinand de Saussure i 1879, da han indså, at forskelle i vokaler imellem de forskellige indoeuropæiske sprog kunne forklares, hvis man antager, at forskellene reflekterer tilstedeværelsen af lydelementer i ursproget, som senere er forsvundet, men som har farvet efterfølgende eller foranstående vokaler på forskellige måder i ursprogets efterkommere. Saussure foreslog, at ursproget havde to "sonantiske koefficienter", som farvede i henholdsvis i retning af a eller o. Senere foreslog sprogforskeren Hermann Møller, at disse koefficienter snarere var tre forskellige laryngale fonemer (lyde produceret i struben), som havde udløst forskellene i vokaler, inden de faldt bort. Denne teori kaldtes laryngalteorien, og selvom den først var kontroversiel, idet der ikke var noget direkte bevis for eksistensen de hypotetiske laryngale lyde, blev den med tiden alment accepteret, især da det viste sig, at der i hittitisk fandtes visse laryngale lyde, som forudsagt af teorien.
De fleste forskere er enige om, at der fandtes tre laryngaler, selvom nogle foretrækker fire:
| *h1 | farver ikke et tilstødende e  |
| *h2 | farver et tilstødende e til a |
| *h3 | farver et tilstødende e til o |

I de moderne indoeuropæiske sprog har laryngalen sat sig spor på følgende to måder:
- Når laryngalen stod mellem to konsonanter, blev den i sanskrit til i eller Ø (nul), men i de europæiske sprog til a. Det er den lyd, som man i den ældre indoeuropæistik rekonstruerede som *ə. På græsk bliver den vokaliserede laryngal til e, a, o alt efter den pågældende laryngals kvalitet.
- Når laryngalen stod mellem en vokal og konsonant, forsvandt den, idet vokalen blev forlænget og eventuelt farvet af laryngalen.[40]

### Urhjemsdiskussionen
Debatten om hvor de indoeuropæiske sprog først opstod og hvilken kultur kendt fra arkæologien deres talere tilhørte, er iblandt de mest diskuterede inden for feltet, og er i dag ikke endeligt afgjort. Oprindeligt mente mange sprogforskere, at sanskrit måtte være det oprindelige modersprog som alle andre sprog i familien måtte være udsprunget af - derfor mente de at Nordindien måtte være sprogættens urhjem. Andre igen mente, at Sanskrit var et levn fra en invasion af ariske folk, som var kommet vestfra og undertvunget de indfødte dravidiske folk. Da det blev klart, at sanskrit ikke var ældre end flere andre dokumenterede sprog, blev det klart, at det ikke kunne være tilfældet, og i dag er det stortset kun indiske sprogforskere, der stadig tror på et indisk urhjem for hele familien. I dag støttes det indiske urhjem stortset kun af indiske hindunationalister. Andre forslag var ligeledes stærkt politiserede, så som den tyske nationalistiske ideolog Gustaf Kossinnas forslag som placerede urhjemmet i Tyskland. I dag står debatten først og fremmest mellem to muligheder: enten den anatolske højslette, eller den pontiske steppe nord for det kaspiske hav. I dag er Kurganhypotesen, som placerer urindoeuropæerne på de pontiske stepper, den foretrukne blandt de fleste sprogforskere.
I 1960'erne foreslog den litauiske lingvist Marija Gimbutas, at urindoeuropæerne var identisk med Sredny Stog-kulturen eller med den efterfølgende yamnakultur som spredte sig vestpå fra de pontiske stepper omkring 3500 fvt. Disser kulturer er også kendt som Kurgan-kulturen efter deres typiske Kurgan-grave (enkeltgravhøje) som gradvist fortrænger de tidligere begravelsesformer i øst- og centraleuropa i perioden omkring 3000 fvt og som kan ses som et tegn på indo-europæernes indtrængen i Europa. Kurgan teorien byggede på at de materielle vidnesbyrd svarede godt overens både med tidsrummet for urindoeuropæisks opbrud og med den type kultur som urindoeuropæerne mentes at have ud fra det man kunne rekonstruere af deres ordforråd. Jamna kulturen var en hyrdekultur, som brugte heste og krigsvogne, men ikke praktiserede agerbrug. De indoeuropæiske sprog deler stort set alle et sæt ord relateret til heste, ridning og hjul, hvorimod det agerbrugsrelaterede ordforråd ikke er fælles for sprogene. I 2015 påviste et genetisk studie, at der i det tredje årtusnde fvt. foregik en massiv indvandring i Europa østfra, fra en befolkning der var nært beslægtet med Yamnaya-Kurgan-kulturen. Indvandrerne var genetisk forskellige fra dem som tidligere havde bragt agerbrug ind i vesteuropa. Det kan ses som afgørende bevis på, at i hvert fald nogle af de indoeuropæiske sprog kom ind i Europa østfra i forbindelse med Kurgan-kulturens ekspansion.
I 1980erne foreslog arkæologerne Colin Renfrew (1988) og Peter Bellwood, at urindoeuropæerne snarere var identiske med de første agerbrugere, som spredte sig ind i Europa begyndende omkring 7000 fvt. I 2003 og 2012 argumenterede to lexikostatistiske studier for at tidsrummene imellem opsplittelsen af urindoeuropæisk, og de forskellige underfamilies var længere end det hidtil havde været antaget og at det støttede den anatolske hypotese. Disse argumenter blev dog stærkt kritiseret, da mange ikke mener, at dateringen er pålidelig.

## Urindoeuropæisk sprog og kultur

### Grundsproget
Grundsproget, det såkaldte urindoeuropæisk (eller "protoindoeuropæisk"), er rekonstrueret på grundlag af sammenligning af de sprog, der nedstammer fra det. Ved at sammenligne alle kendte levende og uddøde indoeuropæiske sprog har man fundet frem til en lang række fællesord (rødder og stammer), en fælles grammatik (morfologi) og en fælles syntaks.

#### Fonologi
De følgende konsonanter er rekonstrueret for urindoeuropæisk:
|           |           | Labial | Koronal | Dorsal | Dorsal | Dorsal | Laryngal      |
| palatal   | neutral   | Labial | Koronal | labial |        |        | Laryngal      |
| --------- | --------- | ------ | ------- | ------ | ------ | ------ | ------------- |
| Nasal     | Nasal     | *m     | *n      |        |        |        |               |
| Klusil    | Ustemt    | *p     | *t      | *ḱ     | *k     | *kʷ    |               |
| Klusil    | stemt     | (*b)   | *d      | *ǵ     | *g     | *gʷ    |               |
| Klusil    | aspireret | *bʰ    | *dʰ     | *ǵʰ    | *gʰ    | *gʷʰ   |               |
| Frikativ  | Frikativ  |        | *s      |        |        |        | *h₁, *h₂, *h₃ |
| likvid    | likvid    |        | *r, *l  |        |        |        |               |
| halvvokal | halvvokal |        |         | *y [j] |        | *w     |               |

Ifølge nogle forskere skelnede urindoeuropæisk ikke som her angivet mellem stemte, stemte aspirerede og ustemte klusiler, men i stedet mellem ustemt, ustemt ejektiv og ustemt aspireret. De er fortalere for den såkaldte "glottalteori", som i sin første udformning blev foreslået af den danske sprogforsker Holger Pedersen.
Antallet af vokaler i urindoeuropæisk er stadig under diskussion. Muligvis havde ursproget kun vokalerne e og o. Vokalen a kan kun rekonstrueres i en håndfuld ord som kan være låneord. Vokalerne i og u er måske i virkeligheden bare vokaliske varianter af halvvokalerne j og w.
|          | fortunge | bagtunge |
| -------- | -------- | -------- |
| Lukket   | (*i)     | (*u)     |
| Halvåben | *e       | *o       |
| Åben     | (*a)     | (*a)     |

|          | Fortunge | Bagtunge |
| -------- | -------- | -------- |
| Lukket   | (*ī)     | (*ū)     |
| Halvåben | *ē       | *ō       |
| Åben     | (*ā)     | (*ā)     |

Ablaut I urindoeuropæisk fandtes en proces kaldet ablaut, som gjorde at vokalen i et ord kunne variere alt efter ordets bøjning. Ablaut gør at man nogle gange finder det samme ord med en af de forskellige vokaler (*e, *o, *ē, *ō), eller sågar helt uden vokal hvor en af konsonanterne så bliver stavelsesbærende. Denne oprindelige variation reflekteres i moderne indoeuropæiske sprog i vokalalternationen i de stærkt bøjede udsagnsord, f.eks. drikke, drak, drukket. Man taler om ablaut af fem grader, “nul-grad" (noteret "Ø"), og fuld ablaut (med *e).
| nul | kort | lang |
| Ø   | e    | ē    |
| Ø   | o    | ō    |

Følgende eksempel viser hvordan den urindoeuropæiske ablaut fungerede på ordet "fader" i forskellige kasus, og hvordan ablautgradernes reflekser i græsk ser ud:
| ablautgrad             | urindoeuropæisk | græsk      | græsk translitereret | oversættelse                     |
| e-grad eller fuld grad | *ph2-tér-m̥      | πα-τέρ-α   | pa-tér-a             | "fader" (navneord, akkusativ)    |
| lang e-grad            | *ph2-tḗr        | πα-τήρ     | pa-tḗr               | "fader" (navneord, nominativ)    |
| nul-grad               | *ph2-tr-és      | πα-τρ-ός   | pa-tr-ós             | "faders" (navneord, genitiv)     |
| o-grad                 | *ń-ph₂-tor-m    | ἀ-πά-τορ-α | a-pá-tor-a           | "faderløs" (adjektiv, akkusativ) |
| lang o-grad            | *ń-ph₂-tōr      | ἀ-πά-τωρ   | a-pá-tōr             | "faderløs" (adjektiv, nominativ) |
Bemærk at vokalen i e-graderne har tryk, mens nul-grad og o-graderne ikke har tryk på vokalen.

#### Lydforandringer
Fra dette oprindelige lydinventar kan de moderne indoeuropæiske sprog have udviklet sig, hvis man antager et antal lydlove - altså systematiske lydforandringer af bestemte lyde under bestemte forhold i de forskellige sproggrupper. Hver undergruppe af indoeuropæisk kan defineres ud fra generelle lydforandringer der har påvirket det modersprog som de stammer fra, og fra specifikke lydforandringer der har påvirket de enkelte sprog.
kentumsprog og satemsprog
Et grundlæggende sæt lydforandringer har påvirket alle indoeuropæiske sprog så man kan skelne mellem de såkaldte “kentumsprog" og "satemsprog". Det er fordi, ingen moderne indoeuropæiske sprog har beholdt ursprogets trevejs-skelnen mellem labialiserede, palataliserede og almindelige klusiler - men i stedet reduceret den til en tovejs-skelnen. I kentumsprog er lydene *k og *ḱ (omtrent som i "kjole") slået sammen. Mens satem-sprogene har slået de labialiserede velærer *kʷ sammen med *k, og holdt *ḱ adskilt.
Grupperne er opkaldt efter ordet for "hundrede" som i Latin er centum (udtalt med k, som kentum) og i sanskrit śatam - begge ord kommer fra urindoeuropæisk *ḱm̥tóm, der begyndte med en palataliseret velar. Kentum-satem distinktionen beskriver altså de palataliserede velærers skæbne i de forskellige sproggrupper. Oprindeligt mente man at østlige indoeuropæiske sprog alle var satemsprog og vestlige alle var kentumsprog, og at divisionen repræsenterede at den urindoeuropæiske befolkning oprindeligt havde delt sig i en vestlig og en østlig dialekt. Men da man opdagede tokarisk, det østligste indoeuropæiske sprog og et kentumsprog, kunne denne idé ikke længere opretholdes.
I satemsprog som sanskrit blev *ḱ til ś (omtrent som i sjov), i lettisk, avestisk, russisk og armensk blev det til s, i litauisk til š [ʃ], og i albansk til th [θ] (undtagen før stemte konsonanter hvor det blev k). I kentumsprog som italisk, keltisk og germansk forblev *ḱ distinkt med k-lyd, mens *kw og *k blev slået sammen.
|                            | *kʷ, | *gʷ, | *gʷʰ | labialiserede velarer  | slået sammen i satemsprog |
| slået sammen i kentumsprog | *k,  | *g,  | *gʰ  | almindelige velarer    | slået sammen i satemsprog |
| slået sammen i kentumsprog | *ḱ,  | *ǵ,  | *ǵʰ  | palataliserede velarer |                           |

Grimms og Rasks lov (den germanske lydforskydning) Grimms lov beskriver et kædeskift i de germanske sprog hvor tre lydforandringer finder sted efter hinanden:
1. Urindoeuropæiske ustemte klusiler bliver til ustemte frikativer.
2. Urindoeuropæiske stemte klusiler bliver til ustemte klusiler.
3. Urindoeuropæiske stemte aspirerede klusiler bliver til stemte klusiler eller frikativer.

Processen ser således ud:
- bʰ > b > p > ɸ
- dʰ > d > t > θ
- gʰ > g > k > x
- gʷʰ > gʷ > kʷ > xʷ

Denne lov beskriver således den proces der førte til at de germanske sprog i dag for eksempel har f der hvor latin, græsk og de andre sprog har p - for eksempel i ordet "fisk" (Latin piscis) eller "fader" (Latin pater).
Verners lov Verners lov beskriver en række undtagelser til den germanske lydforskydning. Verner viste, at de ikke er undtagelser til reglen om afstemning af klusiler, men at afstemte klusiler simpelthen stemtes igen når de efterfulgte en tryksvag stavelse. Loven forklarer således hvorfor urindoeuropæisk *ph2tér "fader" blev til *fadar i germansk, mens *bhréh2tēr "broder" blev til germansk *broþar.
Grassmans lov Grassmanns Lov beskriver en lydforandring, under hvilken en aspireret konsonant mister sin aspiration når den følges af en anden aspireret konsonant i næste stavelse. Denne regel påvirkede både de indoiranske og hellenske sprog.
Bartholomaes lov Bartholomaes lov beskriver en lydforandring i de indoiranske sprog hvorunder alle konsonanter i konsonantgrupper der indeholder en eller flere stemte konsonanter stemmes, og den sidste bliver aspireret. For eksempel i roden *bʰewdʰ- "lære, opdage" er participialformen *bʰudʰ-to- "oplyst", her tabes aspirationen af den første konsonant i følge Grassmanns Lov, og derefter tog Bartholomaes lov effekt og ledte til ordet buddha "oplyst" i sanskrit.
Brugmanns lov Brugmanns Lov beskriver den lydforandring i indoiransk som førte til at kortvokal *o i urindoeuropæisk blev til a i åbne stavelser.
ruki-regler De såkaldte ruki-regler beskriver skæbnen for urfonemet *s i de forskellige sprog - navnet kommer af at *s ofte udviklede sig anderledes efter lydende *r *u *k *i end efter andre lyde. I sanskrit, avestisk og litauisk bliver *s palataliseret efter ruki-lydene, i oldkirkeslavisk bliver *s til *x (palatal frikativ).
Saussures lov og Meillets lov Saussure og Meillets love beskriver sammen hvordan toneaccent og tryk interagerer i baltoslavisk.
Sievers' lov Sievers' lov beskriver de regler hvorefter *i blev til enten en vokal eller en halvvokal (j) i dattersprogene. Efter langvokal og én konsonant eller efter en kortvokal og to konsonanter udtaltes i som helvokal.

#### Grammatik
Grundsproget anses traditionelt for at have haft tre grammatiske køn for substantiverne: maskulinum, femininum og neutrum. Dog anser nogle det faktum at hittitisk kun har to køn for at være et tegn på at der i en tidligere fase af indoeuropæisk kun var to køn, der betegnede henholdsvis levende væsener og døde genstande. Der var tre tal: singularis, dualis og pluralis, og der var otte kasus: nominativ, vokativ, akkusativ, genitiv, ablativ, dativ, lokativ og instrumentalis. Nogle sprogforskere mener, at indoeuropæisk havde 10 kasus; nemlig også adessiv og illativ.
Verberne blev bøjet i aktiv og medium, og de havde følgende modi: indikativ, injunktiv , konjunktiv, optativ og imperativ. Man går traditionelt ud fra disse tidsbøjninger: præsens, imperfektum / præteritum (= injunktiv med forstavelsen eller augmentet (h1)e-: kun indoiransk, armensk, frygisk og oldgræsk), perfektum (= præteritum i germansk) og måske futurum. Der ser desuden ud til at have været en skelnen mellem imperfektive stammer og aoriststammer som i de slaviske sprog og græsk. Endelig blev verberne bøjet i tre personer og, ligesom substantiverne og adjektiverne, i tre tal: singularis, dualis og pluralis.
Den almindeligste verbalbøjning, som man kalder tematisk, fordi den har en stammevokal eller temavokal (e/o) foran endelsen, ser i en række klassiske indeuropæiske sprog således ud i præsens aktiv:
- sanskrit bhárāmi, bhárasi, bhárati, bhárāmasi, bhárata, bháranti
- Avestisk barā(mi), barahi, baraiti, barāmahi, baraθā, barənti
- oldgræsk φέρω, φέρεις, φέρει, φέρομεν, φέρετε, φέροντι (dorisk) > -ουσι(ν) (attisk)
- latin vehō, vehis, vehit, vehimus, vehitis, vehunt
- gotisk bairau, bairis, bairiþ, bairam, bairiþ, bairand
- oldkirkeslavisk vezoͅ, vezeši, veze(tъ), vezemъ, vezete, vezoͅtъ
- litauisk vežù, vežì, veža, vežame, vežate, veža
- oldirsk biru, biri, berid, bermai, beirthe, berait
- hittitisk pí-eš-ki-mi, pí-iš-ki-ši, pí-eš-kiz-zi, pí-eš-ga-u-e-ni, pí-eš-kit-te-ni, pí-eš-kán-zi

Der kan ikke være nogen tvivl om, at disse bøjninger går tilbage til et fælles udgangspunkt, som man traditionelt (siden Karl Brugmann) har rekonstrueret på følgende måde:
- Urindoeuropæisk *bherō, *bheresi, *bhereti, *bheromes, *bherete, *bheronti

I nyere tid har man derimod været opmærksom på, at urindoeuropæisk ikke var et statisk sprog, og man er derfor mere tilbøjelig til at antage følgende endelser (Calvert Watkins):
- Urindoeuropæisk *bheroh2, *bherei > esi, *bherei > -eti, *bheromos, *bherete, *bheronti

De yngre endelser skal være opstået under indflydelse af et andet hyppigt paradigme, det såkaldt atematiske, der f.eks. kendes fra verbet "at være":
- sanskrit ásmi, ási, ásti, smás(i), sthá, sánti
- avestisk ahmi, ahi, asti, mahi, stā, hənti
- oldgræsk εἰμί, εἶ, ἐστί, εἰμέν, ἐστέ, ἐντί (dorisk) > εἰσί(ν) (attisk)
- latin sum, es, est, sumus, estis, sunt
- gotisk im, is, ist, sijum, sijuþ, sind
- hittitisk e-eš-mi, e-eš-ši / e-eš-ti, e-eš-zi, *aš-wa-ni, *aš-te-ni, a-ša-an-zi

<
- urindoeuropæisk *h1ésmi, *h1éssi, *h1ésti, *h1smós, *h1sté, *h1sénti[64]

### Gamle fælles ord og urindoeuropæisk kultur
Ved at rekonstruere ursprogets ordforråd kan man opnå viden om urindoeuropæernes kultur. Der er hundredvis af ord, der optræder i de fleste indoeuropæiske sprog eller i et bredt udsnit af dem. Det drejer sig f.eks. om ord som *dems 'hus', *dhueres 'dør', *medhu 'honning, 'mjød', *albhis / *bharos / *g’hersdā / *ieuos 'byg, spelt', *g’dhūs / *piskos 'fisk', *sals 'salt', *gwous 'ko, okse', *ek’uos 'hest', *ouis 'får', *sūs 'svin', *kwriəmoi 'købe', *bherō 'bære', *edmi 'spise', *sēiō 'så', *ubhnāmi (*uebhō) 'væve', *ul̅nom 'uld', *nogwnos 'nøgen', *aios 'kobber', *ausom 'guld', *nsis 'sværd', *lonkos 'bue', *k’elus 'pil', *nāus 'skib', *ueg’hō 'køre', *kwekwlos 'hjul', *arətrom 'plov' (rekonstruktionerne er "klassiske", dvs. uden laryngaler).
"Du", "mor" og "fyr" i betydningen "ild" er blandt de ord, der menes at kunne spores 15.000 år tilbage i tid - med "du" øverst på listen. Mere overraskende er ordene "orm" og "bark", selv om bark har været et anvendeligt materiale. Verb ser ud til at ændres hurtigt gennem tiderne, bortset for verbet "at give".
Ordene giver et utvetydigt signalement af en hyrdekultur, der levede af især uldbærende husdyr og kvæg, og dertil udviklede lettere landbrug, og som havde kendskab til heste og bruger hjul-drevne vogne til transport.
Videre kan man rekonstruere andre elementer af det urindoeuropæiske samfunds kultur, herunder religion, mytologi, teknologi, sociale skikke og poetiske genrer. Urindoeuropæerne tilbad formentlig flere guder, der iblandt en mandlig himmelgud benævnt *Diḗus ph2ter, en sammensætning af gudens navn og ordet for "fader". Denne guddom blev til Dyáuṣ pitā́ i sanskrit, til Zeùs patēr i græsk, og til Jupiter i Latin - og til Tiwaz (tilsvarende den nordiske gud Tyr) i urgermansk. Både kvæg og heste havde en prominent rolle i mytologi og ritualer. Religionsforskeren Georges Dumezil mente, at urindoeuropæerne havde et tredelt kastesystem som det indiske, baseret på en opdeling imellem præster, krigere og arbejdere. Denne teori anses i dag for at være uunderbygget.

### Danske titler
- Niels Åge Nielsen, Sprogets opståen og udvikling. Munksgård: København 1968.
- Louis Hjelmslev, Sproget. En introduktion. Berlingske Forlag 1963. En fornuftig og afvejet gennemgang af sprogvidenskabens forskellige discipliner, skrevet af en af strukturalismens fædre.
- Holger Pedersen, Sprogvidenskaben i det nittende århundrede. Metoder og resultater, Gyldendal: København 1924. Optrykt i bindet Videnskaben om sproget. Historisk sprogvidenskab i det 19. århundrede. Arkona: Århus 1978. En internationalt rost og stadig læseværdig gennemgang af den indoeuropæiske sprogvidenskabs første periode, skrevet af en af videnskabens berømte udøvere.

### Fremmedsprogede titler
- Anthony, D. W. (2010). The horse, the wheel, and language: how Bronze-Age riders from the Eurasian steppes shaped the modern world. Princeton University Press. (engelsk)
- Robert S. P. Beekes, Comparative Indo-European Linguistics. An Introduction. John Benjamins: Amsterdam, Philadelphia 1995. (engelsk)
- Bouckaert, R., Lemey, P., Dunn, M., Greenhill, S. J., Alekseyenko, A. V., Drummond, A. J., ... & Atkinson, Q. D. (2012). Mapping the origins and expansion of the Indo-European language family. Science, 337(6097), 957-960. (engelsk)
- Campbell, Lyle. 1998. Historical Linguistics. Edinburgh University Press. (engelsk)
- Clackson, James (2007). Indo-European Linguistics: An Introduction. Cambridge University press. (engelsk)
- Bernard Comrie, Language Universals & Linguistic Typology 2. ed., The University of Chicago Press: Oxford: 1989. (engelsk)
- Benjamin W. Fortson, IV. Indo-European Language and Culture: An Introduction. John Wiley & Sons. (engelsk)
- Gray, R. D., & Atkinson, Q. D. (2003). Language-tree divergence times support the Anatolian theory of Indo-European origin. Nature, 426(6965), 435-439. (engelsk)
- Haak, W., Lazaridis, I., Patterson, N., Rohland, N., Mallick, S., Llamas, B., ... & Reich, D. (2015). Massive migration from the steppe was a source for Indo-European languages in Europe. Nature 522, 207–211 (11 June 2015) (engelsk)
- J. P. Mallory, In Search of the Indo-Europeans. Language, Archaeology and Myth. Thames & Hudson: London: 1989. (engelsk)
- James P. Mallory & Douglas Q. Adams. Encyclopedia of Indo-European Culture. Fitzroy Dearborn: London 1997. (engelsk)
- James P. Mallory & Douglas Q. Adams. 2006. The Oxford Introduction to Proto-Indo-European and the Proto-Indo-European World. Oxford University Press. (engelsk)
- Michael Meier-Brügger, Indogermanische Sprachwissenschaft. Walter de Gruyter: Berlin, New York 2000. Engelsk oversættelse Indo-European Linguistics. Walter de Gruyter: Berlin, New York 2003. (engelsk)
- Pereltsvaig, A., & Lewis, M. W. (2015). The Indo-European Controversy. Cambridge University Press. (engelsk)
- Ramat, A. G., & Ramat, P. (2015). The Indo-European Languages. Routledge. (engelsk)
- Colin Renfrew, Archaeology and Language: The Puzzle of Indo-European Origins. Cape: London 1988. (engelsk)
- Oswald Szemerényi, Einführung in die vergleichende Sprachwissenschaft. Wissenschaftliche Buchgesellschaft: Darmstadt, 3. udg. 1989. Engelsk oversættelse Introduction to Indo-European Linguistics. Oxford 1999. (engelsk)